# Лонгинов, Виталий Витальевич
Вита́лий Вита́льевич Ло́нгинов (19 (31) января 1886, с. Глубокое, Тверская губерния — 7 ноября 1937, Москва) — российский химик, доктор химических наук, профессор. Отец океанолога Владимира Лонгинова.

## Биография
Родился в Тверской губернии, в Вышневолоцком уезде, в селе Глубокое, в родовом имении Лонгиновых «Горка». Его отец — бывший офицер-кавалерист, действительный статский советник, мировой судья, коннозаводчик Виталий Васильевич Лонгинов; мать — Марианна Захаровна Лонгинова (урожденная Марианна Маклотлин, дочь английского коммерсанта Ричарда Маклотлина, в английской транскрипции Richard Watson McLothlin). Виталий после окончания Смоленской гимназии поступил в Московский университет, но в 1906 году, в знак протеста против увольнения демократической профессуры во время Первой русской революции, ушёл из университета и продолжал обучение в Швейцарии, в Лозаннском университете (Швейцария), до 1908 года.
Там во время учёбы познакомился со студенткой Аделиной Дальберг из Польши, ставшей его невестой, и при венчании принявшей имя Ада Игнатьевна Лонгинова. Осенью 1908 чета Лонгиновых возвращается в Россию, в Москву, где через год у них родился сын, Владимир (будущий известный советский океанолог Владимир Витальевич Лонгинов).
По возвращении в Россию продолжил обучение, сначала как студент (1909—1911), а затем — в аспирантуре под руководством академика Николая Зелинского. В 1912 защитил диссертацию по теме «К вопросу о строении фенола» и оставлен для работы при кафедре аналитической и органической химии Московского университета, где работал вплоть до 1932. Здесь же в 1922 г. защитил докторскую диссертацию. В конце 1918 г. добился организации и стал первым директором Института чистых химических реактивов (ныне — ФГУП ИРЕА).
Разносторонне одаренный от природы, он был известен в среде студентов как талантливый эссеист, скрипач, прекрасный рисовальщик и фотограф, не раз получавший награды от Московского союза фотографов.
В 1920—1930 годах неоднократно выезжал в командировки в страны Европы (Германия, Франция, Швейцария) и в США для заключения контрактов на поставки оборудования. В 1936 за крупный вклад в дело стандартизации проведения химических исследований и получение особо чистых эталонных веществ принят в члены Международного бюро мер и весов.
В 1937 г. в возрасте 51 года скоропостижно скончался от рака легких. Завещал кремировать себя. Его прах захоронен на Новом Донском кладбище.

## Научная и организационная деятельность

В. В. Лонгинов у телефона в своем кабинете, 1920-е гг.

Потребности снабжения русской армии во время Первой мировой войны выявили катастрофическое положение в Российской империи с химическим оборудованием и химическими реактивами. Традиционные пути поставок из Германии, признанного лидера в области химической промышленности начала XX века, ввиду войны с ней были невозможны. А военная промышленность требовала всё большего количества взрывчатых веществ, боеприпасов. После химической атаки под Ипром в 1915 г. резко возросла угроза применения на Восточном фронте химического оружия. Учитель Виталия Витальевича Зелинский Н. Д. спешно разрабатывает первый в мире противогаз. Но без снабжения промышленности реактивами любое химическое производство становилось невозможным. По инициативе Военно-химического комитета при Русском физико-химическом обществе разрешение на создание «Института чистых реактивов», задачей которого ставилась «забота о насаждении в России собственного реактивного производства», 1 января 1917 года (по новому стилю) было подписано императором Николаем II. Однако события Февральской революции помешали осуществить это прогрессивное для того времени решение. К идее вернулись после прихода к власти большевиков. 25 декабря 1918 г. подписан декрет об учреждении института. С того момента и до конца своих дней институт возглавлял В. В. Лонгинов.
Как член Московской комиссии по улучшению быта учёных делал всё возможное, чтобы облегчить жизнь ученых в трудные голодные годы гражданской войны и разрухи. Многие замечательные ученые-исследователи ощутили в эти годы его деликатную помощь.
В середине 1920-х гг. наука перемещалась ближе к производству. Создаются Харьковский и Донецкий филиалы ИРЕА. Создана Межведомственная реактивная комиссия. Вместе с ИРЕА она разрабатывала программы для отдельных заводов. Потребности в химически чистых реагентах продолжали расти. Появилось много новых вузов, научных институтов, выросла обширная сеть заводских и других лабораторий. Учитывая интересы химической и других отраслей промышленности, а также интересы обороны страны, ИРЕА организовал производство химически чистых реагентов на ряде фармацевтических заводов. Деятельность ИРЕА экономила стране значительные средства. Как только разрабатывался способ приготовления того или другого импортного реактива, его ввоз из-за границы сразу же прекращался.
Вот одно из сохранившихся его высказываний тех лет:

«Перестройка работы институтов не сможет быть доведена до конца, если не будут приняты самые решительные меры для улучшения снабжения их оборудованием и реактивами».— (Газета "Техника", 1933, М.)
 Примечательно и название статьи в газете, которой они были предпосланы: «Там, где анализы ведут в чайных стаканах, не может быть высокой технической культуры»… Виталий Витальевич прекрасно понимал, что без надежного снабжения реактивами развитие химической науки в стране абсолютно невозможно.
Несмотря на огромную организационную нагрузку директора института, оставался действующим химиком-исследователем всю жизнь. Изучал восстановление сложных эфиров натрием в спиртовой среде, предложил методы синтеза этиленовых и диеновых углеводородов, спиртов, сложных эфиров, терпенов, гетероциклических соединений. Это позволило в сжатые сроки организовать в стране масштабное производство бензина, красителей, медикаментов.
Под его руководством в ИРЕА работала целая плеяда замечательных химиков: Е. С. Пржевальский (профессор МГУ, зав. лабораторией в ИРЕА), П. П. Борисов, И. В. Куликов, Н. И. Гаврилов и др. Самые тесные научные связи В. В. Лонгинов поддерживал всю жизнь со своим учителем академиком Зелинским Н. Д..